# Pieńki (Krynica)
Pieńki – przysiółek wsi Krynica w Polsce, położony w województwie mazowieckim, w powiecie siedleckim, w gminie Suchożebry.
W latach 1975–1998 przysiółek administracyjnie należał  do województwa siedleckiego.